# Crematogaster neuvillei
Crematogaster neuvillei är en myrart som beskrevs av Auguste-Henri Forel 1907. Crematogaster neuvillei ingår i släktet Crematogaster och familjen myror.

## Underarter
Arten delas in i följande underarter:
- C. n. cooperi
- C. n. neuvillei